# Rechtsgefühl
Rechtsgeschichtlich finden sich frühe Andeutungen eines Rechtsgefühls bei Aristoteles, der die Ansicht vertrat, der Mensch sei das Lebewesen, das einen Sinn für das Gerechte und das Ungerechte besitze (Politik, 1213a), und im Corpus Juris Justinians, in dem es hieß, „ius naturale“ sei, „quod natura omnia animalia docuit“ (Digesten I 1, 3), ferner „quod semper aequm ac bonum est“ (Digesten I 1, 11); als „ius gentium“ wurde das bezeichnet, „quod ... naturalis ratio inter omnes homines constituit“ (Digesten, I 1, 9). Das Problem des Rechtsgefühls beschäftigte auch, etwa in der Kleist’schen Novelle Michael Kohlhaas (1864) die Literatur, sodann auch Verhaltensforschung, Psychologie und Sozialwissenschaften.
Nach dem ethischen Formalismus Immanuel Kants könnte das Rechtsgefühl nichts anderes sein als ein vernunftgeleitetes, verallgemeinerungsfähiges Urteil des Gewissens, das sich (wie man in Annäherung an Kant sagen kann) darauf richtet, die Freiheiten und Interessen des einen gegen die Freiheiten und Interessen der anderen so abzugrenzen, dass sie „nach einem allgemeinen Gesetze zusammen bestehen“ können. – Das Rechtsgefühl folgt jedoch nicht bloß formalen Prinzipien, sondern schließt konsensfähige Wertungen ein. Die Dispositionen zu solchen Wertungen sind zum Teil naturbedingt, zum Teil auch erworben, insbesondere durch den Zeitgeist und die Traditionen bestimmt, in die man hineingeboren ist.
Ein elementares Rechtsgefühl (Gefühl für Gerechtigkeit) ist in Rechtsentwicklungen am Werke, insbesondere dann, wenn das Gerechtigkeitsgefühl die Änderung des überkommenen Rechts verlangt. Dieses ursprüngliche Gefühl für Gerechtigkeit regt sich aber z. B. auch, wenn ein Kind ohne einsichtigen Grund gegenüber anderen Kindern zurückgesetzt wird und sich deshalb als ungerecht behandelt fühlt.
Begrifflich ist dieses elementare Gerechtigkeitsgefühl nicht identisch mit richterlichem Judiz: Darunter versteht man den aus richterlicher Berufserfahrung stammenden, intuitiven Zugriff auf die dem geltenden Recht entsprechende Entscheidung eines Falles. Denn dieses vom Richter anzuwendende positive Recht ist aus vielfältigen Interesseneinflüssen und nur zum Teil auch aus konsensfähigen Gerechtigkeitsvorstellungen hervorgegangen; doch soweit dies letzte der Fall ist, wird das Judiz des Richters in der Regel auch mit seinem Gerechtigkeitsgefühl übereinstimmen.
Etwas anderes bezeichnete Gustav Radbruch mit dem Wort „Rechtsgefühl“: nicht das „richterlich“ neutral abwägende Urteil, was gerecht sei, sondern ein selbstbezügliches Rechtsgefühl, nämlich „das Gefühl eigenen Rechts“, das sich zwischen einem mehr oder minder rigorosen „Kampf ums (eigene) Recht“ und duldsamer Nachgiebigkeit entscheidet.
Die drei verschiedenen Begriffe – das elementare Gerechtigkeitsgefühl, das richterliche Judiz und das selbstbezügliche Rechtsgefühl – stellte Erwin Riezler nebeneinander und wies dem Wort „Rechtsgefühl“ einen dreifachen Sinn zu, nämlich:
- die „Fähigkeit zu intuitiver Erfassung und richtiger Anwendung dessen, was geltendes Recht ist“ – (Judiz),
- ein „Gefühl für das, was Recht sein soll“ – (Gerechtigkeitsgefühl)[8] und
- die „Befriedigung über die Verwirklichung und Durchsetzung des Rechts und Mißstimmung oder Empörung über das Unrecht“ – (selbstbezügliches Rechtsgefühl).

Nach Fritz Dehnow bezieht sich Rechtsgefühl „auf das Recht im vollen Umfang des Begriffs, insbesondere sowohl auf abstrakte Normen wie auf Einzelentscheidungen sowie auf sämtliche Disziplinen des Rechts“.